# Giovani Lo Celso
Giovani Lo Celso (* 9. April 1996 in Rosario, Santa Fe) ist ein argentinischer Fußballspieler. Der offensive Mittelfeldspieler steht bei Betis Sevilla unter Vertrag.

## Karriere

### Vereine

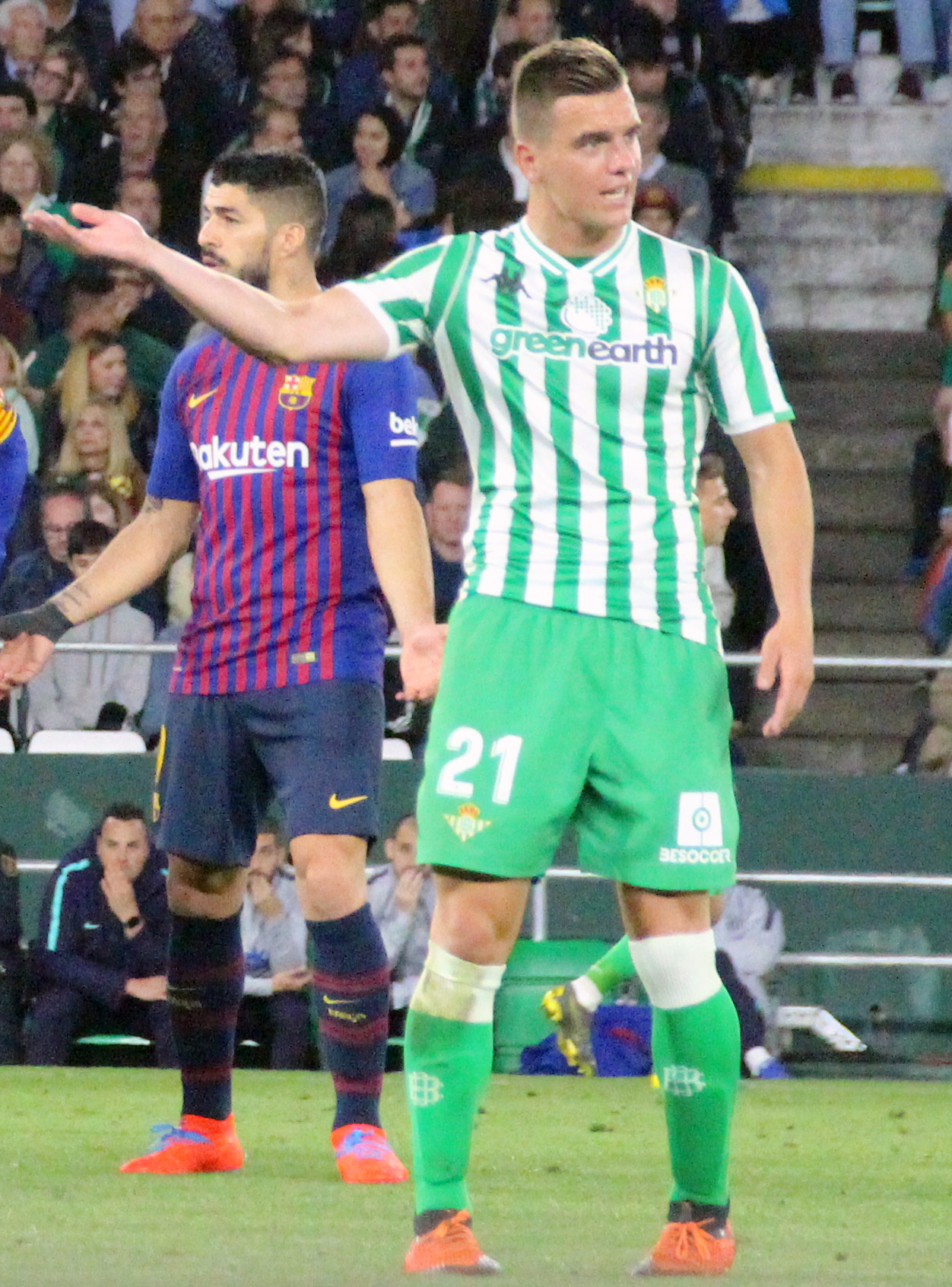
Lo Celso im Trikot von Betis Sevilla (2019)

Lo Celso durchlief alle Jugendabteilungen von Rosario Central. Am 15. Juli 2015 gab er beim 0:0 gegen CA Vélez Sársfield sein Debüt in der argentinischen Primera División.
Ende Juli 2016 wurde Lo Celso von Paris Saint-Germain unter Vertrag genommen und mit einem bis zum 30. Juni 2021 datierten Fünfjahresvertrag ausgestattet. Er spielte die Saison 2016 bis zum Jahresende allerdings auf Leihbasis bei Rosario Central zu Ende. Am 1. Januar 2017 stieß Lo Celso schließlich zum Kader von Paris Saint-Germain. Bis zum Ende der Saison 2017/18 kam Lo Celso unter dem Cheftrainer Unai Emery zu 4 Ligaeinsätzen (einer in der Startelf). Am Saisonende gewann er mit der Mannschaft den nationalen Pokal sowie den Ligapokal. Im Juli 2017 holte er mit dem Team den französischen Supercup. In der Saison 2017/18 kam er unter Emery vermehrt zum Einsatz. Von seinen 33 Ligaeinsätzen, in denen er 4 Tore erzielte, stand er jedoch nur in 18 in der Startelf. In dieser Saison gewann PSG die Meisterschaft sowie erneut den Pokal und Ligapokal. Im August 2018 folgte sein zweiter Gewinn des französischen Supercups.
Am 31. August 2018 wechselte Lo Celso zunächst auf Leihbasis bis zum Ende der Saison 2018/19 in die spanische Primera División zu Betis Sevilla, welcher sich außerdem eine Kaufoption für den Mittelfeldspieler sicherte. Nach 27 Ligaeinsätzen, in denen er 8 Tore erzielte, zog Betis Sevilla Mitte April 2019 die Kaufoption und stattete ihn mit einem Vertrag mit einer Laufzeit bis zum 30. Juni 2023 aus. Insgesamt kam Lo Celso in seiner ersten Spielzeit bei Betis auf 32 Ligaeinsätzen, in denen er 9 Tore erzielte.
Kurz vor dem Beginn der Saison 2019/20 wechselte Lo Celso für ein Jahr auf Leihbasis in die Premier League zu Tottenham Hotspur. Nach 14 Ligaeinsätzen unter seinem Landsmann Mauricio Pochettino und dessen Nachfolger José Mourinho erwarb der Verein Ende Januar die Transferrechte an Lo Celso, der einen neuen Vertrag mit einer Laufzeit bis zum 30. Juni 2025 unterschrieb. Im Januar 2022 wurde er bis zum Sommer 2023 an den FC Villarreal ausgeliehen.
Im August 2024 wechselte er zurück zu Betis Sevilla und unterschrieb dort einen Vertrag bis 2028.

### Nationalmannschaft

#### Olympische Spiele 2016 in Brasilien
Lo Celso wurde für die Olympischen Sommerspiele 2016 in Rio de Janeiro in den argentinischen Kader berufen. Am 4. August 2016, debütierte Lo Celso mit Argentiniens U23 bei der 2:0-Niederlage gegen Portugal, als er für Cristian Espinoza in der 72. Minute eingewechselt wurde. Dort kam er in allen drei Gruppenspielen seiner Mannschaft zum Einsatz, die das Team hinter Portugal und Honduras auf dem dritten Platz beendete und damit ausschied.

#### A-Nationalmannschaft
Am 11. November 2017 debütierte Lo Celso mit der Nationalmannschaft Argentiniens beim 1:0-Sieg gegen Russland in der Startelf. Im Mai 2018 wurde er für die Qualifikationsspiele von Argentinien berufen für die Weltmeisterschaft in Russland 2018 und schaffte es in den Kader des Turniers.
Lo Celso spielte bei der Copa América 2019 in Brasilien. Im Viertelfinale schoss er am 28. Juni das zweite Tor für Argentinien beim 2:0-Sieg über Venezuela und erreichte somit das Halbfinale, welches gegen Brasilien verloren wurde. Im Spiel um Platz 3 gewann Lo Celso mit Argentinien gegen den Titelverteidiger Chile mit 2:1 und sorgte für die Torvorlage zum zweiten Tor durch Paulo Dybala.
Beim 1:0-Finalsieg am 10. Juli 2021 über Titelverteidiger Brasilien gewann er mit seiner Mannschaft die Copa América 2021.

## Titel
Nationalmannschaft
- Copa-América-Sieger: 2021, 2024
- Finalissima-Sieger: 2022

Verein
- Französischer Meister: 2018
- Französischer Pokalsieger: 2017, 2018
- Französischer Ligapokalsieger: 2017, 2018
- Französischer Supercupsieger: 2017, 2018